# The Forward
The Forward (идиш פֿאָרווערטס‎, Форвертс — «Вперёд», ранее The Jewish Daily Forward) — американское периодическое издание, ориентированное преимущественно на либеральную светскую еврейскую аудиторию.
Основано в 1897 году как социалистическая еврейская ежедневная газета на идише.
С 2010-х годов — онлайн-портал на английском языке и на идише.

## История

### Создание
Предшественником «Форвертс» был еженедельник «Ди арбетер цайтунг» — первая в Нью-Йорке социалистическая газета на идише, основанная в 1890 году зарождающимся еврейским профсоюзным движением и нацеленная на пропаганду социалистических идей среди говорящих на идише иммигрантов из Восточной Европы. В 1894 году эта газета влилась в новый ежедневник «Дос абенд блатт» в качестве еженедельного приложения.

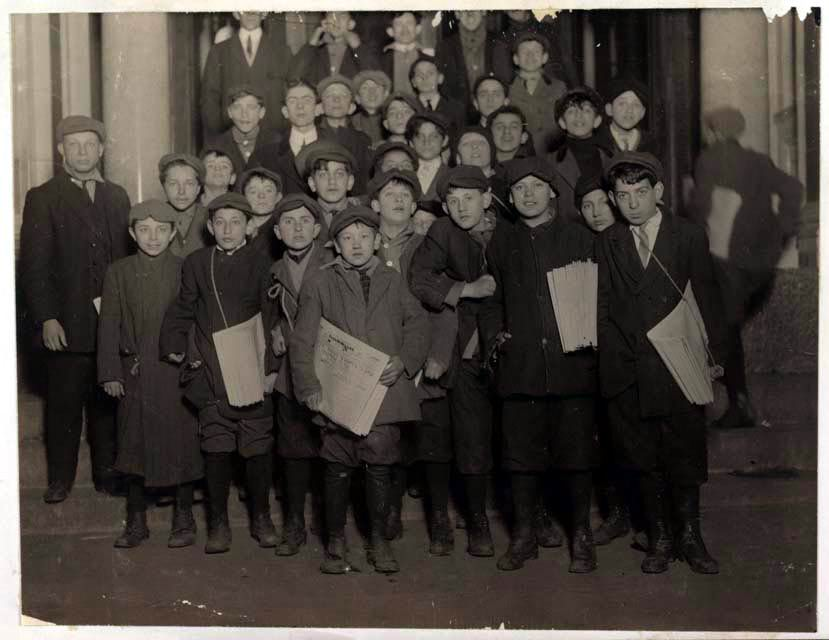
Разносчики газет ждут утренних экземпляров «Форвертс», март 1913 года

В связи с усилением влияния на редакционную политику Социалистической рабочей партии Америки и её фактического лидера Даниеля Де Леона, стремившегося проводить жёсткую идеологическую линию, группа из нескольких десятков еврейских социалистов основала независимую организацию «Forward Publishing Association» и через три месяца, 22 апреля 1897 года, выпустила первый номер «Форвертс». Название было заимствовано у немецкой газеты «Vorwärts», органа Социал-демократической партии Германии.
Среди социалистов, вошедших в «Forward Publishing Association», были Авром Каган и Луис Миллер, в 1897 году вступившие в новую Социал-демократическую партию Америки, основанную известным социалистом Юджином Дебсом и Виктором Бергером. Из-за политических разногласий Каган ушел из «Форвертс» в республиканскую газету The Commercial Advertiser и вернулся лишь после того, как ему была обещана «абсолютная власть» в редакции. В тот период газета отстаивала идеи профсоюзного движения и умеренного демократического социализма.

### Пик популярности

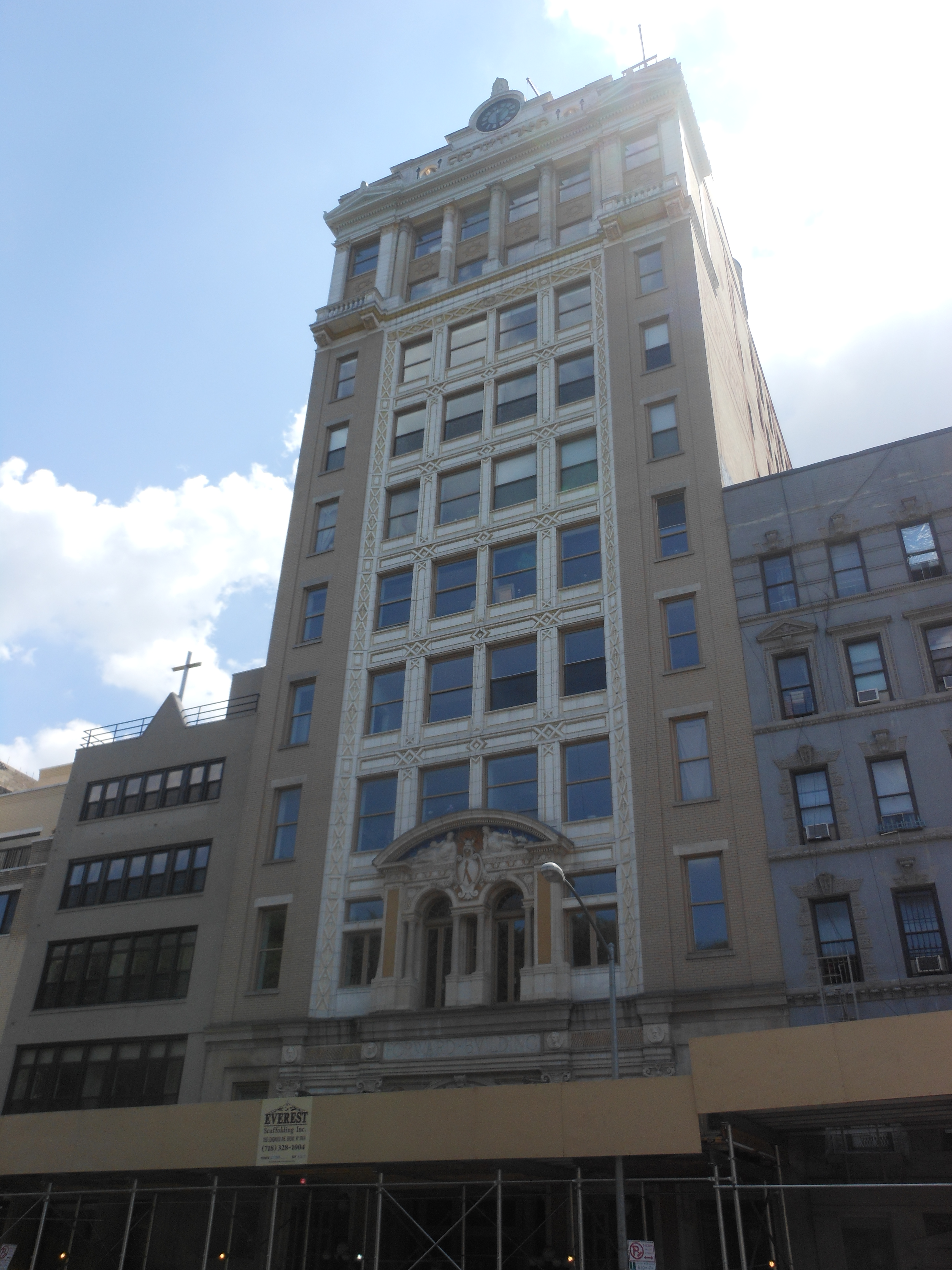
Здание «Форвертс» в Нью-Йорке

В результате массовой еврейской иммиграции в США тиражи быстро росли: до 120 000 в 1912 году и 275 000 в конце 1920-х — начале 1930-х годов. Издание приобрело значительное влияние как в США, так и в мире. В газете публиковались Лев Троцкий, Морис Винчевский и Исаак Башевис-Зингер.
В 1912 году издательство «Форвертс» построило десятиэтажное офисное здание в Нижнем Ист-Сайде. Фасад был украшен рельефными изображениями Карла Маркса, Фридриха Энгельса, Фердинанда Лассаля и Вильгельма Либкнехта (по другим версиям — Карла Либкнехта или Августа Бебеля). В 1990-х преобразовано в жилой дом.
После ужесточения американского миграционного законодательства приток новых читателей практически прекратился, и к 1939 году тиражи газеты упали до 170 000 экземпляров.

### После войны

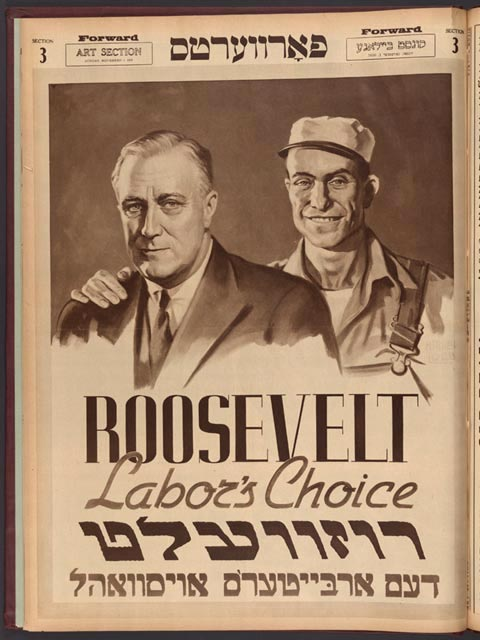
Номер от 1 ноября 1936 года показывает эволюцию взглядов редакции от демократического социализма к социал-демократии и поддержке «Нового курса» Франклина Рузвельта

Ассимиляция евреев и уменьшение числа носителей идиша привело к дальнейшему снижению тиражей: в 1962 году они составляли уже 56 126 экземпляров. Это вынудило издателей перейти на еженедельный формат и создать англоязычное приложение, которое в 1990 году стало независимым еженедельником и превысило по популярности саму газету. Так, в 2000 году тираж англоязычной газеты достигал 26 183 экземпляров, в то время как издания на идише — 7 000 экземпляров с тенденцией к снижению. Некоторое оживление принес рост популярности курсов идиша в американских вузах, благодаря чему тиражи стабилизировались на уровне 5 500 экземпляров.
В связи с падением популярности Социалистической партии среди американских евреев и в США в целом газета перешла на либеральные и социал-демократические позиции (консервативное крыло редакции во главе с Сетом Липским основало независимую газету The New York Sun). После эмиграции в Нью-Йорк издание на идише возглавил Б. С. Сандлер, занимавший пост редактора до марта 2016 года.
Осенью 1995 года было основано и русскоязычное издание «Форвертс» под редакцией Владимира Едидовича. Оно было ориентировано на евреев — выходцев из СССР и придерживалось светской, социал-демократической ориентации, хотя и было более правым по сравнению с английской версией газеты. В 2004 году издание было продано организации «Russian American Jews for Israel» (RAJI) и в марте 2007 года переименовано в «Форум».
С 2013 по 2017 год английская версия газеты выходила в формате еженедельника, версия на идише — раз в две недели. Был запущен онлайн-портал с ежедневной новостной лентой. В 2004 Forward Association продала The Walt Disney Company свою долю в радиостанции WEVD.
В апреле 2015 года название было сокращено с The Jewish Daily Forward до The Forward. Газета была преобразована в ежемесячный журнал.
В настоящее время издание представляет собой интернет-портал с независимым содержанием на английском языке и идише.